# 素庐
素庐，位于中国广东省梅州市平远县仁居镇南门岗，为梅州市平远县的一个县级文物保护单位，类型为古建筑，公布时间为2003年5月。
素庐的历史年代为民国。